# 弗氏普提魚
弗氏普提魚，為輻鰭魚綱鱸形目隆頭魚亞目隆頭魚科的其中一種。

## 分布
本魚分布於澳洲東南部海域。

## 深度
水深10至40公尺。

## 特徵
本魚體長型；頭大，頭部背面輪廓幾成直線。上下頜突出，前側各具 4犬齒，上頜兩側各具 1大圓犬齒。頰部與鰓蓋被鱗，側線平滑連續。吻略延長，但未形成管狀，背鰭硬棘間缺刻明顯如鋸齒狀，尾鰭末端呈截形，但上下葉鰭條略突出。體呈紅色為基底，下頷部白色，腹部帶有黃色，各鰭紅色，背鰭硬棘部黑色，體長可達45公分。

## 生態
本魚棲息在礁石區，食性不明。